# Beverly Cleary
Pour les articles homonymes, voir Cleary.
Œuvres principales
- Ramona la peste
- Ralph Super Souris
- Signé Lou

Beverly Atlee Cleary, née Beverly Atlee Bunn le 12 avril 1916 à McMinnville, dans l'Oregon, aux États-Unis, et morte le 25 mars 2021 à Carmel-by-the-Sea en Californie, est une autrice américaine de littérature d'enfance et de jeunesse.

## Jeunesse

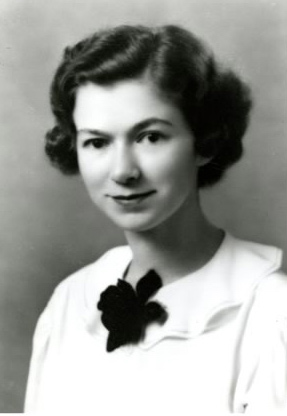
Cleary lorsqu'elle étudiait à l'Université de Californie, Berkeley, en 1938

Cleary naît à McMinville en Oregon, d'une mère institutrice, Mable Atlee Bunn, et d'un père fermier, Chester Lloyd Bunn. Elle est enfant unique et vit dans une ferme près de Yamhill, avant de déménager à Portland à l'âge de six ans, car son père y avait trouvé un emploi d'agent de sécurité dans une banque. Elle est élevée dans le presbytérianisme.
Elle éprouve des difficultés à s'adapter à Portland et à apprendre à lire. Lorsque ses compétences en lecture s'améliorent, elle se plaint du manque de qualité des livres de littérature jeunesse qui lui sont proposés. Une bibliothécaire lui propose des alternatives, comme Les jumeaux néerlandais [The Dutch Twins], un livre de Lucy Fitch Perkinsy, pour lesquels elle se passionne rapidement.
Elle étudie à Grant High School à Portland, avant de rejoindre Chaffey Junior College à Ontario en Californie. Elle veut devenir bibliothécaire jeunesse. Elle est acceptée à l'Université de Californie à Berkeley, où elle rencontre son futur mari, Clarence Cleary. Elle y obtient un diplôme de bachelor en littérature en 1938. Elle finance ses études avec des petits boulots, travaillant par exemple comme couturière ou femme de chambre. Elle obtient un second diplôme de bachelor en bibliothéconomie à l'école des sciences de l'information et bibliothéconomie à l'université de Washington. Elle trouve un poste de bibliothécaire à Yakima dans l'État de Washington. Ses parents désapprouvant sa relation avec Cleary, un catholique, ils se marient discrètement en 1940.

## Carrière
Elle devient ensuite bibliothécaire à l'hôpital militaire d'Oakland, en Californie, de 1942 à 1945, et travaille dans une librairie (Sather Gate Book Shop) avant de se consacrer à l'écriture. Après la Seconde Guerre mondiale, elle s'installe avec son mari à Carmel-by-the-sea, toujours en Californie.
Dans son rôle de bibliothécaire, Cleary éprouve des difficultés à trouver des livres adaptés aux jeunes lecteurs. Elle décide alors d'écrire des livres jeunesses avec des personnages auxquels les enfants peuvent s'identifier. Elle déclare ainsi : "Je crois en cet 'esprit missionnaire' des bibliothécaires pour enfants. Les enfants méritent des livres qui ont des qualités littéraires, et les bibliothécaires jouent un rôle essentiel en les encourageant à lire et en sélectionnant des livres qui leur sont appropriés".
Elle publie son premier roman pour enfants, Henry Huggins, en 1950. Le roman, inspiré de sa propre jeunesse, des enfants de son quartier et des enfants rencontrés dans son rôle de bibliothécaire, suit Henry, son chien Ribsy, et les sœurs Quimby. C'est le premier d'une série de romans pour les 7-10 ans, centrés d'abord autour de Henry Huggins, puis autour des sœurs Quimby, Beezus (diminutif de Beatrice) et Ramona, à partir de Beezus and Ramona publié en 1955.
Elle a aussi écrit deux autobiographies, l'une sur son enfance, A Girl from Yamhill (1988) et l'autre, My Own Two Feet (1995), sur ses années à l'université et la période menant à l'écriture de ses premiers livres.
Elle a vendu 91 millions de livres, traduits dans plus de 25 langues et est reconnue comme l'une des pionnières de la littérature pour enfants dite "réaliste".

## Réception critique
Les romans de Cleary ont été reconnus pour l'attention prêtée aux détails des vies des enfants. Selon Vox, le personnage de Ramona a eu un impact considérable sur la littérature jeunesse.

## Œuvres traduites en français
- Ramona la peste (Ramona the Pest), éditions de l'amitié, coll. Bibliothèque de l'amitié, 1979 ; rééd. L'École des loisirs, coll. Neuf en poche, 1987.
- Ramona sans peur (Ramona the Brave), éditions de l'amitié, coll. Bibliothèque de l'amitié, 1980 ; rééd. sous le titre Ramona l'intrépide, L'École des loisirs, coll. Neuf en poche, 1988.
- Ramona et son père (Ramona and her Father ), éditions de l'amitié, coll. Bibliothèque de l'amitié, 1980 ; rééd. L'École des loisirs, coll. Neuf en poche, 1989.
- Ramona et sa mère (Ramona and her mother), éditions de l'amitié, coll. Bibliothèque de l'amitié, 1981 ; rééd. sous le titre Ramona et sa maman, L'École des loisirs, coll. Neuf en poche, 1989.
- Ralph Super Souris (Ralph S. Mouse), éditions de l'amitié, coll. Bibliothèque de l'amitié, 1982.
- Un Correspondant célèbre (Dear Mr Henshaw), éditions de l'amitié, coll. Bibliothèque de l'amitié, 1984 ; rééd. sous le titre Signé, Lou, L'École des loisirs, coll. Neuf, 1994.
- Garde conjointe (Strider), L'École des loisirs, coll. Neuf, 1991.
- La future meilleure amie de Ramona (Ramona's World), L'École des loisirs, coll. Neuf, 2001.

## Adaptations
- Ramona, série télévisée
- Ramona et Beezus (Ramona and Beezus), film

## Prix et distinctions
- Young Reader's Choice Award (4 fois primées)
- Laura Ingalls Wilder Medal 1975[12]
- (international) « Honour List » 1980[13] de l' IBBY pour Ramona et son père
- National Book Award 1981 catégorie jeunesse pour Ramona et sa mère[14]
- Médaille Newbery 1984 pour Signé Lou[2]
- Library of Congress Living Legend 2000
- National Medal of Arts 2003[15]